# 장란기

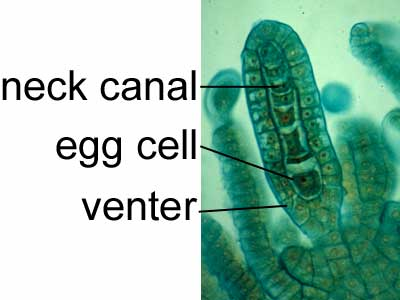
장란기의 해부학적 구조 다이어그램

장란기(藏卵器, archegonium) 또는 장난기는 특정 식물의 배우체 단계의 다세포 구조 또는 기관으로, 난자 또는 암컷 생식자를 생산하고 포함한다. 이에 해당하는 수컷 기관은 장정기라고 불린다. 장란기는 긴 목관 또는 배면과 부풀어오른 기저부를 가지고 있다. 장란기는 일반적으로 식물 엽상체 표면에 위치하지만, 뿔이끼류에서는 엽상체 내부에 박혀 있다.

## 선태식물
선태식물 및 기타 민꽃식물에서 정자는 물막에서 헤엄쳐 장란기에 도달하는 반면, 구과식물 및 속씨식물에서는 꽃가루가 바람이나 동물을 통해 전달되고 정자는 꽃가루관을 통해 전달된다.

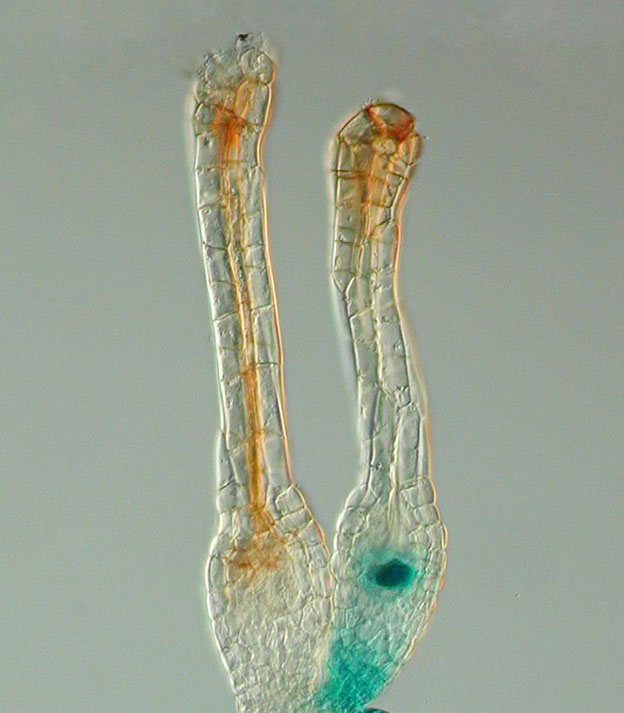
꼬리이끼의 조직화학적 GUS 분석에 의해 결정된 유전자 발현 패턴

이끼 꼬리이끼에서 장란기는 내부에 박혀 있지 않고 잎이 무성한 배우체 상단에 위치한다(그림 참조). 폴리콤 단백질 FIE는 GUS 염색 결과에 따라 수정되지 않은 난자에서 파란색으로 발현된다(오른쪽). 수정 직후, 어린 배아에서 FIE 유전자가 비활성화된다(파란색이 더 이상 보이지 않음, 왼쪽).

## 겉씨식물
이것들은 훨씬 축소되었고 겉씨식물의 대배우체에 박혀 있다. 이 용어는 속씨식물이나 그네툼 및 웰위치아속과 같은 그네툼식물에 사용되지 않는다. 왜냐하면 대배우체가 단지 몇 개의 세포로 축소되고 그 중 하나가 난자로 분화되기 때문이다. 생식자를 둘러싸는 기능은 상당 부분 밑씨 내의 대포자낭 (주심)의 이배체 세포에 의해 수행된다. 겉씨식물은 꽃가루받이 후 암컷 구과 (대구과) 내부에 장란기가 형성된다.